# Liste der höchsten Berge und Erhebungen in den Niederlanden
In dieser Liste der höchsten Berge und Erhebungen des Königreichs der Niederlande sind der jeweils höchste Berg eines jeden Landes des Königreichs sowie der höchste Punkt einer jeden Provinz und einer jeden besonderen Gemeinde der Niederlande erfasst. Die Niederlande sind ein flaches Land, Berge befinden sich vor allem im Süden der Provinz Limburg sowie auf den Antilleninseln.

Staatsstruktur des Königreichs der Niederlande

## Legende
- Gipfel: Höchster Punkt des Berges
- Höhe: Höhe über dem Meeresspiegel (Amsterdamer Pegel)
- Provinz: Provinzzugehörigkeit der Bergspitze
- Besonderheiten: weitere Informationen über den Berg und seine Umgebung
- Gemeinde: Gemeindezugehörigkeit der Bergspitze
- Besondere Gemeinde: Beschreibung, in welcher besonderen Gemeinde sich der Berg befindet.
- Land: Beschreibung, in welchem Land sich der Berg befindet. Alle Berge in den Tabellen 2 und 3 befinden sich im Land „Niederlande“

## Die höchsten Erhebungen der europäischen Niederlande (über 200 m)
| Gipfel         | Höhe (m) | Gemeinde            |
| -------------- | -------- | ------------------- |
| Vaalserberg    | 322,4    | Vaals, Limburg      |
| Eschberg       | 309,0    | Wolfhaag, Limburg   |
| Vijlenerbos    | 301,0    | Raren, Limburg      |
| Camerig        | 260,0    | Epen, Limburg       |
| Wilhelminaberg | 239,2    | Landgraaf, Limburg  |
| Hulsberg       | 231,0    | Huls, Limburg       |
| Eperheide      | 228,0    | Eperheide, Limburg  |
| Loorberg       | 219,1    | Slenaken, Limburg   |
| Vrouwenheide   | 218,0    | Ubachsberg, Limburg |

## Die jeweils höchsten Berge der Länder
| Gipfel               | Höhe (m) | Land         | Anmerkungen                                     |
| -------------------- | -------- | ------------ | ----------------------------------------------- |
| Mount Scenery        | 877      | Niederlande  | Vulkanischer Ursprung, liegt auf der Insel Saba |
| Sint-Christoffelberg | 375      | Curaçao      | Liegt in einem Nationalpark                     |
| Sentry Hill          | 341      | Sint Maarten |                                                 |
| Jamanota             | 188      | Aruba        |                                                 |

### Die höchsten Erhebungen je Provinz

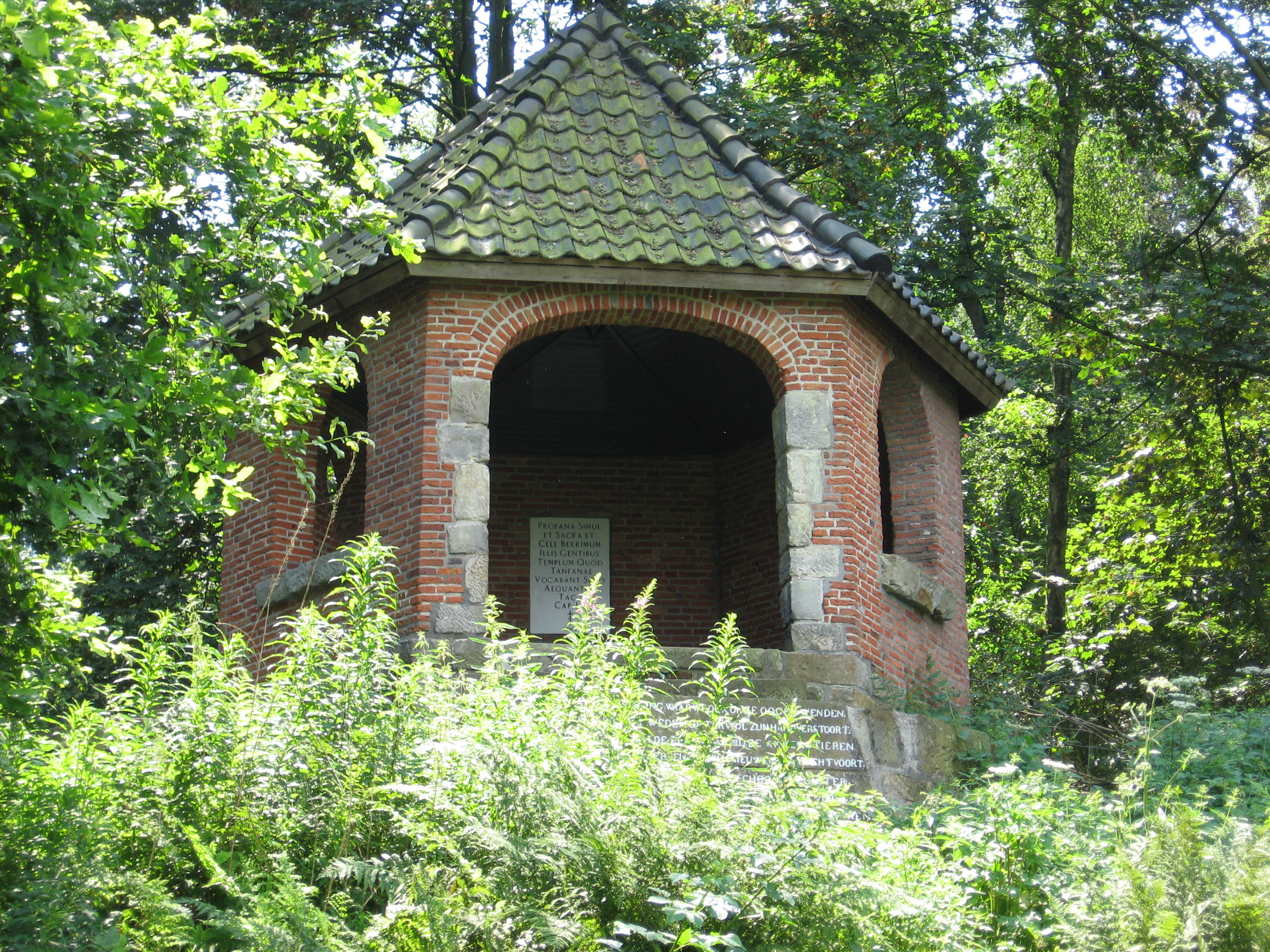
Kuppel auf dem Tankenberg

Einzelnachweise: 
| Gipfel           | Höhe (m) | Provinz           | Gemeinde                     | Anmerkungen                                    |
| ---------------- | -------- | ----------------- | ---------------------------- | ---------------------------------------------- |
| Vaalserberg      | 322      | Limburg           | Vaals                        | Dreiländereck, höchster Punkt auf dem Festland |
| Rozendaalse Veld | 110      | Gelderland        | Rheden                       | Eisrandlage                                    |
| Tankenberg       | 85       | Overijssel        | Losser                       | Eisrandlage                                    |
| Amerongse Berg   | 69       | Utrecht           | Utrechtse Heuvelrug          |                                                |
| Dak van Brabant  | 60       | Noord-Brabant     | Nuenen c.a. / Geldrop-Mierlo | Künstlicher Berg, Renaturierung vor 1986       |
| Schoorlse Nok    | 57       | Noord-Holland     | Bergen                       | in Küstennähe                                  |
| Groot-Valkenisse | 49       | Zeeland           | Veere                        | in Küstennähe                                  |
| VAM-Berg         | 45       | Drenthe           | Emmen                        | Künstlicher Berg                               |
| Vlaggeduin       | 37       | Zuid-Holland      | Katwijk                      | Düne in Küstennähe                             |
| Vuurboetsduin    | 36       | Friesland/Fryslân | Vlieland                     | Berg liegt auf Insel, Düne                     |
| Hasseberg        | 14       | Groningen         | Vlagtwedde                   |                                                |
| Leuchtturmshügel | 8        | Flevoland         | Urk                          | Berg liegt auf ehemaliger Insel                |

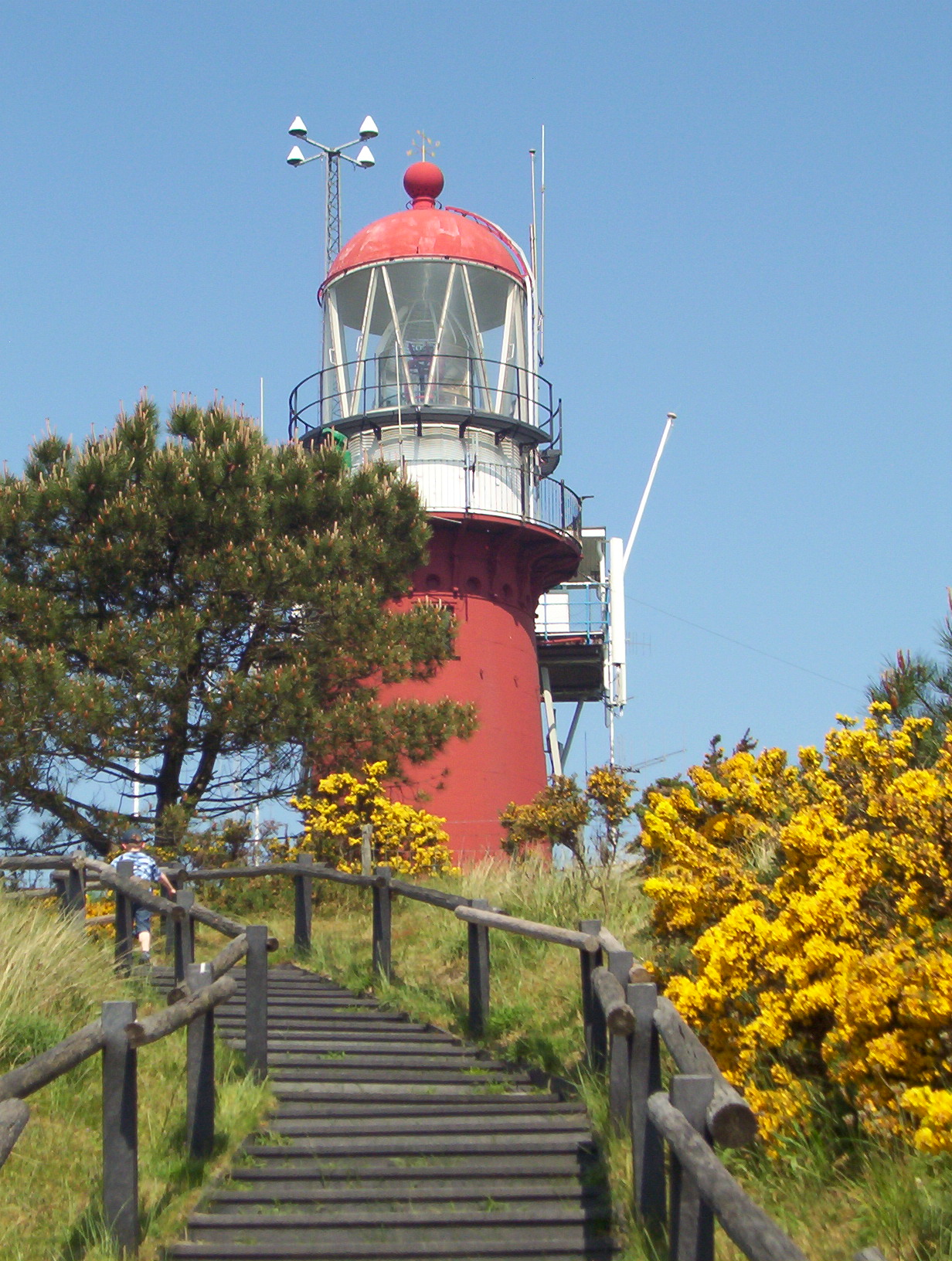
Vuurboetsduin
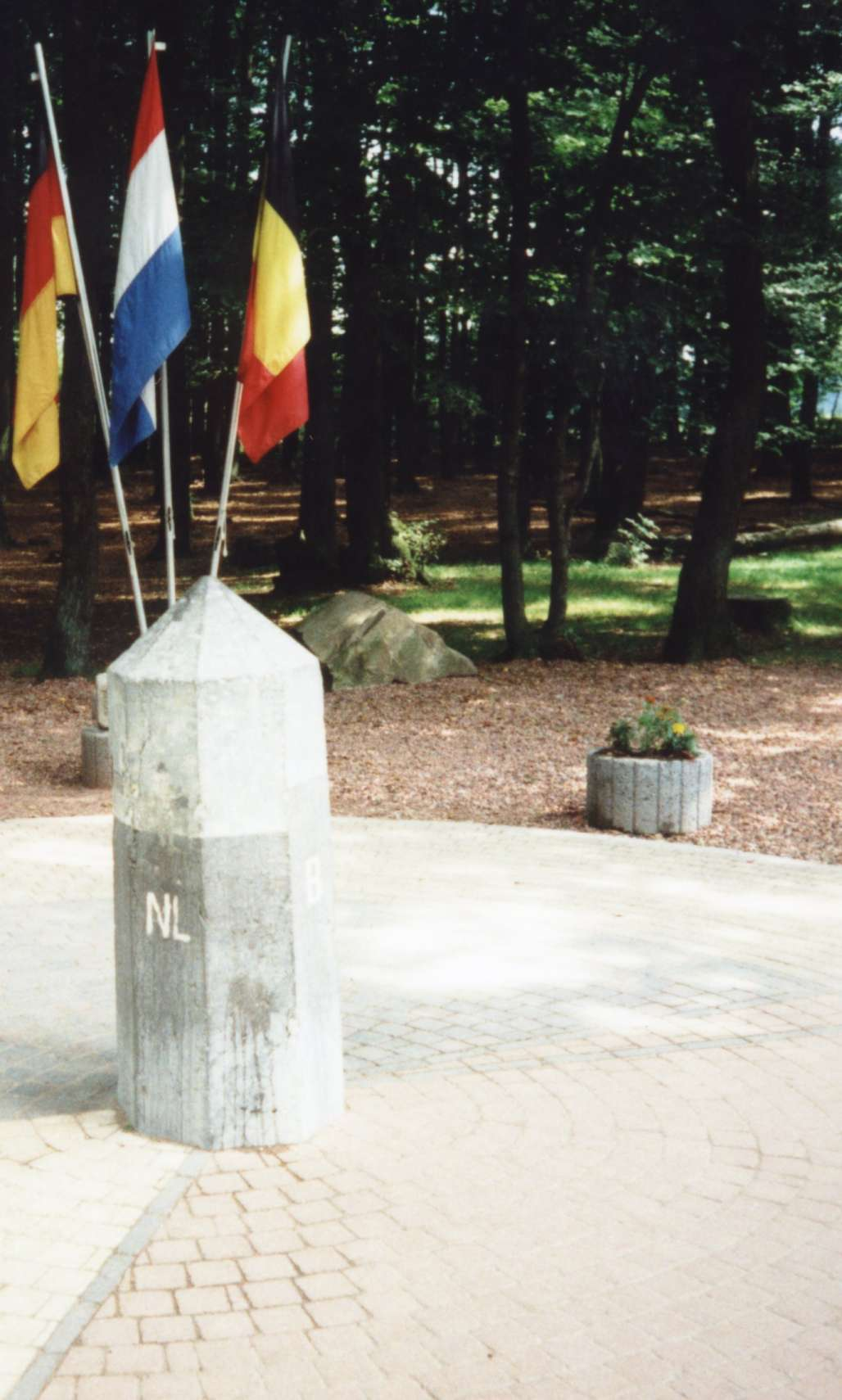
Vaalserberg
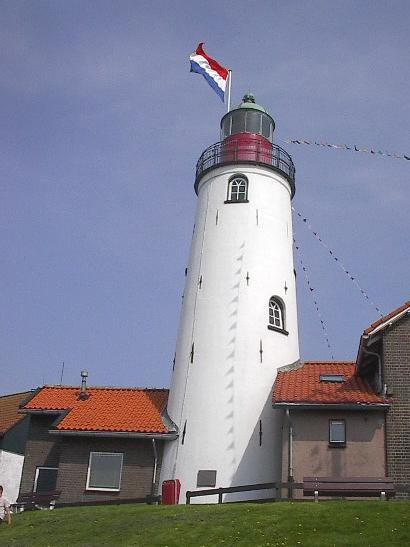
Der Leuchtturm von Urk

### Die jeweils höchsten Berge der besonderen Gemeinden der Niederlande
| Gipfel        | Höhe (m) | Besondere Gemeinde | Anmerkungen           |
| ------------- | -------- | ------------------ | --------------------- |
| Mount Scenery | 877      | Saba               | Vulkanischer Ursprung |
| The Quill     | 601      | Sint Eustatius     | Vulkanischer Ursprung |
| Brandaris     | 240      | Bonaire            |                       |